# 帕氏三鬚鱈
帕氏三鬚鱈，為輻鰭魚綱鱈形目江鱈科的其中一種，分布於西南太平洋區的Rio Grande Rise海域，棲息深度670-690公尺，本魚體色灰褐色，魚鰭灰色，眼小，頭部大，第二背鰭與臀鰭鰭相當短，胸鰭長，體長可達28.8公分，為底棲性魚類。

## 擴展閱讀
維基物種上的相關：帕氏三鬚鱈